# 望月新一
望月新一（日语：／ Mochizuki Shin'ichi；1969年3月29日—），日本数学家，生於東京都，京都大学数理解析研究所教授。专注于数论工作领域包括算术几何、霍奇理论和远阿贝尔几何。

## 早年
望月新一5岁的时候随父母离开日本前往纽约，他进入菲利普斯埃克塞特学院读中学，并在1985年毕业。他于16岁进入普林斯顿大学读本科，并毕业于1988年。然后他在格爾德·法爾廷斯导师指导下于23岁获得博士学位。他于1992年进入京都大学数理解析研究所，并于2002年晋升为教授。

## 成就
2012年8月30日，时任京都大学教授的望月新一在数学系個人網站上贴了4篇共长达512页论文（经过修改和增补，后来已经超过600页），宣称自己解决了数学史上最富传奇色彩的未解猜想——abc猜想。他的證明使用了自创的“宇宙际泰希米勒理論”（英語：Inter-universal Teichmüller，简称IUT；其中的德文姓氏“泰希米勒”来源于数学家奥斯瓦尔德·泰希米勒，字面含义为“水池(Teich)磨坊工(Müller)”），因此绝大多数數學家看不懂，截至2017年底只有十几位数学家称能看懂该论文。其他數學家仍在檢查證明是否正確。望月新一在網上公開了2013年以及2014年的檢驗進度報告。
2018年，數學家皮特·舒尔策和雅克比·斯蒂克斯（Jakob Stix）因实在不理解望月写下的关键步骤，专程前往京都大学访问望月新一及其同事。结果双方谁也不能说服对方，于是舒尔策和斯蒂克斯公开撰文表示认为望月对一处关键引理的论证仍存在漏洞。望月则认为是舒尔策等人理解得不对。舒尔策以过人的理解能力和思考深度著称，是望月论文的早期读者之一，也上过望月的博士导师法尔廷斯的课。他吐槽望月列出的定理太长、证明部分又太过省略，说看望月的论文是一次“艰难的阅读”(rough reading)。多數數學家發現望月新一的理論很難理解，也沒有接受abc猜想已被證明，儘管也有一些數學家認為望月新一的理論正確，包括山下剛、星裕一郎、伊萬·費森科（Ivan Fesenko）等人。
2020年4月3日，兩位日本数學家柏原正樹和玉川安騎男宣布望月新一提出的論文在數學雜誌《PRIMS》正式發表。

## 謠言
2013年5月，有報道指出泰德·尼爾森认为望月新一是使用化名「中本聪」的比特币的发明者。但是有人指他的猜測疑點很多，因為望月新一身為純數學家，難以想像他會感興趣於現實中可立即應用的事情，而且比特幣所賴的技術基礎密碼學，也非他的研究興趣。又中本聰本身可能不是日本人。後來在2013年7月澳大利亞報章The Age的一則報道中，聲稱望月新一否認了這一猜測。

## 外部連結
- 望月新一在數學譜系計畫的資料。
- 望月新一個人網站 （页面存档备份，存于）
- 新一の「心の一票」 （页面存档备份，存于） - 公式ブログ（日語）
- Arithmetic Deformation Theory Via Arithmetic Fundamental Groups And Nonarchimedean Theta-Functions, Notes On The Work Of Shinichi Mochizuki - 2015年3月, Ivan Fesenko （页面存档备份，存于）